# 耶和華是我的牧者 (萊特)
《耶和華是我的牧者》（The Lord Is My Shepherd），是英國當代作曲家約翰·萊特於1978年寫成的合唱聖樂作品，1979年11月8日由牛津大學出版社發行。萊特亦在往後於其《安魂曲》及合唱套曲《詩篇禮讚》（Psalmfest）中再次使用。歌詞內容選自《聖經》中的詩篇第23篇全首。

## 背景
萊特題獻予合唱指揮家梅爾·歐森及她所屬、位於美國内布拉斯加州奥马哈的奧馬哈第一聯合循道公會教堂內的聖所合唱團。

## 版本
1978年的版本，萊特只採用了管風琴作為伴奏，當中個別樂句可採用雙簧管獨奏來演奏；後來在《安魂曲》中，雙簧管變成了必須樂器，並配以弦樂團及豎琴作伴奏（而在室樂版本中，則只需要雙簧管、豎琴及管風琴）；而在《詩篇禮讚》上的配器則與《安魂曲》相同，但歌詞部份，則將開始及中段後的合唱團齊唱部份，改由改為女高音及男高音的獨唱和重唱，合唱團只保留需要分部的部份。
歌詞部份則採用1928年美國聖公會公禱書中的版本。

## 歌曲分析
全曲可分成三個段落及一段前奏，採用C大調調號寫成，共100小節，主要節奏為 
 及 
 ，但中段部份的節奏變化較多和頻密。
以下將採用樂隊版本來解說。
前奏（第1-18小節）
全 
 節奏，絃樂器首四小節由E4起逐漸散開至上主音的重屬導二和弦（d7）後，雙簧管吹出引子旋律把和絃解決回主和弦上，引子旋律共四句，以E音為主音，並以E音作結束。而每句樂句後，皆由豎琴作十六分音符分解和弦回應。
第一段（第19-46小節，排練號A及B）
短暫轉為 
 ，女高音唱出詩篇中首2節，共分成四句樂句。第二、四句為第一、三的答句，除結束音外兩句近乎相同，而第一、三句在音列上也接近相同。而每一句樂句後和引子段相同，每唱完一個樂句後均有雙簧管的簡短回應。進入第2節時節奏回復至 
，最後如前奏一樣，以重屬導二和弦下於在C大調和弦中解決。雙簧管的過場將調性引至e小調，男高音以新的旋律主題唱出第3節歌詞，及後女高音及男高音以對答形式重覆當中「以祂的名」下，樂隊停留在e音（下一段a小調的屬音），準備進入下一段。
第二段（第47-73小節，排練號C及D）
首6小節為合唱團無伴奏清唱，在 
 和 
 節奏交錯下，以a小調和弦唱出第4節「我雖然行過死蔭的幽谷，也不怕遭害」。經過簡短的雙簧管過場後，合唱團以和弦進行方式，由a小調轉到e小調，唱出後半段「因為你與我同在；你的杖，你的竿，都安慰我」，聲量加大至mf。第二次雙簧管過場後，合唱團再次以無伴奏清唱方式，唱出第5節首段「在我敵人面前，你為我擺設筵席」，節奏再次在 
 和 
 下交錯，而A大調和a小調和弦也在互相拉扯，雙簧管的a小調音階中突然插入了不在B♭，把調性突然變得不穩定而影響氣氛，但合唱團隨即以A大調和弦唱出「你用油膏了我的頭，使我的福杯滿溢」來穩住調性，而各伴奏樂器則在E音及附近中游走着，然後雙簧管以持續的E音轉入下一段。
第三段（第74-100小節，排練號E及F）
回復至 
 節奏，雙簧管重新引入第一段的樂句，男、女高音再一次以齊唱方式帶出第6節的首句「我一生一世必有恩惠慈愛隨著我」，在雙簧管快速的A小調上行音階接駁下，豎琴再次以分解和弦襯托着全體合唱團唱出最後一句「我且要住在耶和華的殿中，直到永遠」，在此，聲量達至最高峰的f（亦是全曲唯一一次）。當合唱團返回C大調和弦作結束時，雙簧管最後一次吹出第一段的首樂句，以持續pp的音量完結。

## 外部連結
- 牛津大學出版社有關《耶和華是我的牧者》的簡介及部份樂譜閱覧